# 宋端
宋端（1438年—？），字民表，湖廣湘陰縣人，山東陽信縣民籍。明朝政治人物。進士出身。

## 生平
山東鄉試第十九名。成化八年（1472年）壬辰科會試第三十名，殿試登進士第三甲第三十五名。1474年，接替戴冕任华亭县知县一职，1477年由郭纶接任。

## 家族
曾祖父宋忠。祖父宋綸，曾任知縣。父亲宋敏，曾任府通判。